# Ceannabeinne
Ceannabeinne (Nederlands: kaap van de bergen of einde van de bergen) is een plaats in het noordwesten van Sutherland, ten oosten van Durness. Ceannabeinne is belangrijk voor de periode van de Ontruiming van de Hooglanden. Haar inwoners verzetten zich in 1841 tegen de macht van de grootgrondbezitters en dit leidde uiteindelijk tot het einde van de Highland Clearances.
Ceannabeinne heeft een zandstrand dat volgens de traditie Traigh Allt Chailgeag wordt genoemd, Schots-Gaelisch voor het strand van de rivier van verlies en dood. Deze benaming is verbonden met het verhaal over een oude vrouw die in de rivier viel die naar het strand stroomt en verdronk. De rivier was sterk gezwollen en spoelde haar lichaam aan op het strand.
Tegenover Ceannabeinne ligt Eilean Hoan - eiland van begravingen - waar tijdens de Ontruiming vier families woonden. De doden werden hier begraven opdat de graven niet door wolven zouden verstoord worden. Anno 2011 is het een natuurreservaat.

## De ontruiming van Ceannabeinne en haar gevolgen
In 1841 was Ceannabeinne een dorpje waar vijftig mensen woonden in veertien boerderijtjes (crofts) waarvan er anno 2011 nog weinig van rest. Ceannabeinne beschikte ook over een school.
Ceannabeinne was een deel van het landgoed Rispond dat zich uitstrekte van hier tot aan de westkust van Loch Eriboll. De inwoners kwamen aan de kost via het houden van vee. James Anderson, een tacksman verhuurde hen de grond die hij huurde van Lord Reay, hoofd van de clan Mackay. Om zijn slechte financiële toestand te verbeteren verhoogde Lord Reay de rente die Anderson op zijn beurt doorschoof naar de boeren. Gezien veel boeren het dikwijls aan geld ontbrak bracht deze maatregel geen soelaas en hij zocht een andere manier om zijn bezit te laten renderen. Bij zijn contacten met Engelse grootgrondbezitters besloot hij, en ook andere grootgrondbezitters in het noorden van Schotland, hun gronden te laten begrazen door schapen wat hen een veel grotere opbrengst opleverde. Hiervoor moesten de Schotse Hooglanden worden ontruimd.
Lord Reay zag zich al in 1820 verplicht om het oostelijk deel van de Mackaylanden te ontruimen en te verkopen. Keoldale, Hope en Eriboll werden vanaf dan bevolkt door grazende schapen en de dorpjes Borralie en Croispol waren verdwenen. Ceannabeinne bleef hiervan gespaard omdat Anderson volledige controle over Rispond had bedongen. De crofters waren dan ook niet weinig verbaasd toen ze in de lente van 1841 een bevel tot uitzetting ontvingen waarin hen 48 uur tijd werd gegeven.
James Anderson stuurde sheriff officer James Campbell met het bevelschrift op een dag dat de mannen Ceannabeinne hadden verlaten om in Balnakeil, zes km verderop, heideriet te gaan snijden om daken te bedekken. Ze werden teruggeroepen maar intussen hadden de vrouwen de sheriff verplicht het bevelschrift te verbranden in een vuurtje dat langs de weg haastig werd aangestoken. Er volgden nog enkele confrontaties die culmineerden in de gebeurtenissen op zaterdag 17 september 1841. De hulpsheriff, een belastingambtenaar vergezeld van een politieofficier en veertien agenten kwamen om negen uur 's avonds in de herberg van Durness aan. 48 man van het dorp trachtten hen te overtuigen de ontruiming op te geven en toen ze daar niet in slaagden ontwapenden ze de agenten. Uiteindelijk werden ze allemaal met harde hand door dorpsbewoners verjaagd. De sheriff dreigde de hulp in te roepen van het 53e regiment in Edinburgh maar er volgde een officieel onderzoek nadat het hele verhaal de verschenen was in een aantal krantenartikelen. De vraag om militaire bijstand van de sheriff werd geannuleerd maar James Anderson kon niet beschuldigd worden van het breken van een wet zodat de inwoners van Ceannabeinne toch verplicht werden hun woningen te verlaten. Uiteindelijk bereikte men een compromis waarbij Anderson de uitdrijving onder dwang introk en de bewoners in mei 1842 vrijwillig zouden vertrekken.
Het finale einde van de ontruiming van de Hooglanden kwam er toen de Crofters Act in 1886 werd gestemd, vier jaar na het indienen van het wetsvoorstel. De gebeurtenissen in Durness hebben hier zeker toe bijgedragen.

## Ceannabeinne na de ontruiming
Veel van de stenen werden na de ontruiming gebruikt om muren op te trekken om de verschillende percelen te scheiden. De omtrekken van tien huizen zijn nog te onderscheiden in de bodem. Enkel het schoolgebouw, nu een woning aan de zuidzijde van de A838, staat nog overeind.

## Afbeeldingen

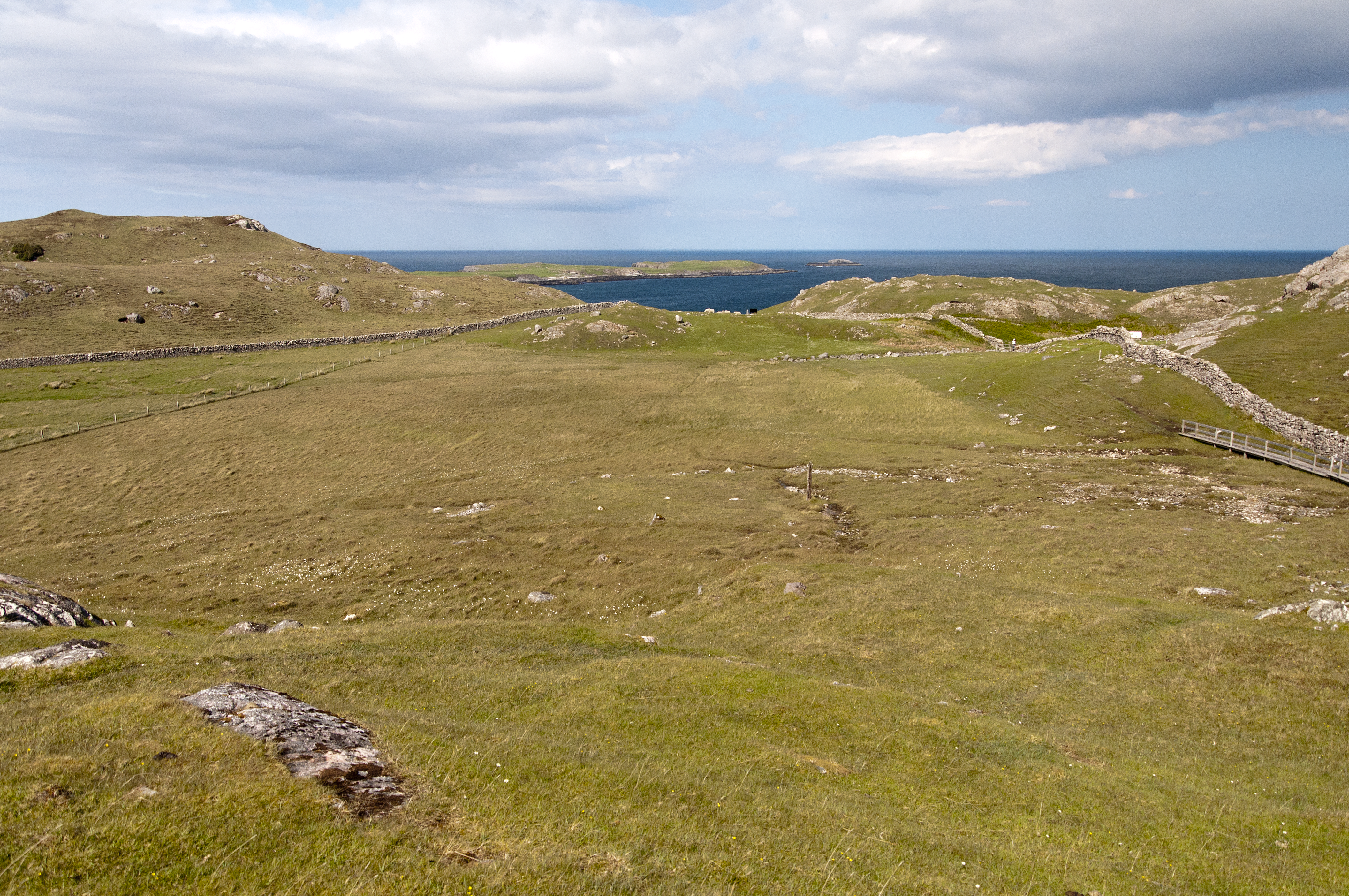
Contouren van huizen in de bodem en de muurtjes
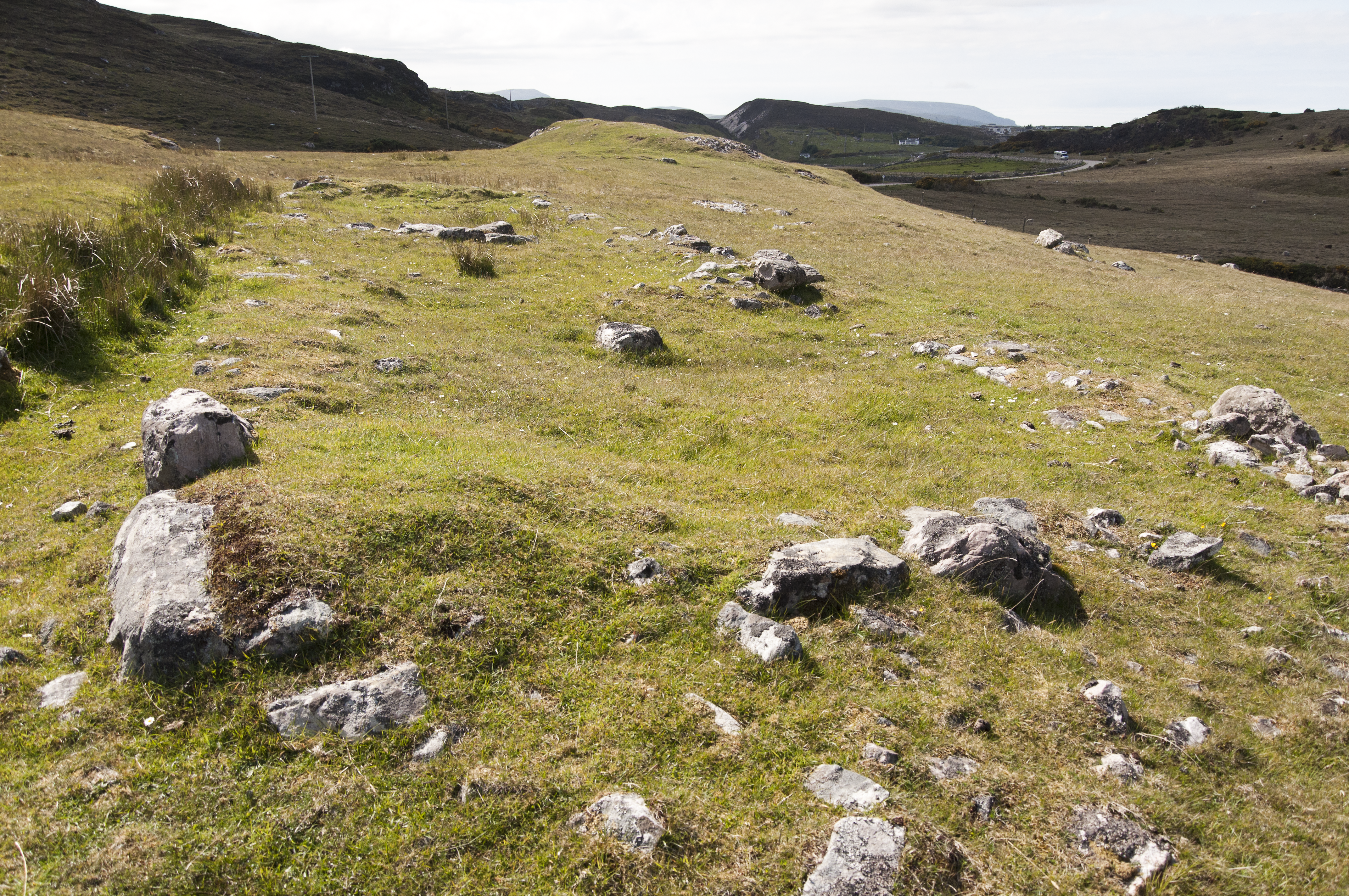
Een verlaten longhouse in Ceannabeinne